# هندسة رياضية حاسوبية

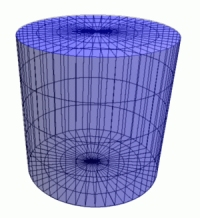

الهندسة الرياضية الحاسوبية (بالإنجليزية: Computational geometry)‏ هي فرع من المعلوماتية التي تختص بدراسة الخوارزميات التي من الممكن تمثيلها هندسياً.

## تطبيقات الهندسة الرياضية الحاسوبية
كان من أهم حوافز تطور الهندسة الرياضية الحاسوبية هو تطور فروع الرسوميات الحاسوبية، التصميم بمساعدة الحاسوب CAD، التصنيع بمساعدة الحاسوب CAM وغيرها.
كما تستخدم أيضاً في دراسة الروبوت (تخطيط المسارات ومسائل الرؤية)، نظم المعلومات الجغرافية GIٍٍS، تصميم الدارات المتكاملة، وغيرها.